# Liste der Naturdenkmale in Enzklösterle
| Naturdenkmale | Anzahl |
| ------------- | ------ |
| FND           | 0      |
| END           | 4      |
| Gesamt        | 4      |

Die Liste der Naturdenkmale in Enzklösterle nennt die verordneten Naturdenkmale (ND) der im baden-württembergischen Landkreis Calw liegenden Gemeinde Enzklösterle. In Enzklösterle gibt es insgesamt vier als Naturdenkmal geschützte Objekte, keines ist ein flächenhaftes Naturdenkmal (FND), alle sind Einzelgebilde-Naturdenkmale (END).
Stand: 31. Oktober 2016.

## Einzelgebilde (END)
| Name                        | Bild | Kennung     | Einzelheiten | Position | Fläche Hektar | Datum         |
| --------------------------- | ---- | ----------- | ------------ | -------- | ------------- | ------------- |
| Douglas-Tanne               | BW   | 82350250001 | Enzklösterle | ⊙        | 0,0           | 22. Okt. 1949 |
| Linde (beim ehem. Forstamt) | BW   | 82350250002 | Enzklösterle | ⊙        | 0,0           | 22. Okt. 1949 |
| Linde (Hirschtalstr.)       | BW   | 82350250003 | Enzklösterle | ⊙        | 0,0           | 22. Okt. 1949 |
| Vierfache Buche             | BW   | 82350250004 | Enzklösterle | ⊙        | 0,0           | 22. Okt. 1949 |
| Legende für Naturdenkmal    |      |             |              |          |               |               |